# Dâmbovicioara, Dâmbovița
Dâmbovicioara este un sat în comuna Braniștea din județul Dâmbovița, Muntenia, România.

## Personalități
- Niculae M. Popescu (1881 - 1963), preot, istoric, membru titular al Academiei Române.

 Acest articol despre o localitate din județul Dâmbovița este deocamdată un ciot. Puteți ajuta Wikipedia prin completarea lui.